# Lutrochus misellus
Lutrochus misellus is een keversoort uit de familie Lutrochidae. De wetenschappelijke naam van de soort is voor het eerst geldig gepubliceerd in 1896 door Grouvelle.